# Grammatica geometrica
La grammatica geometrica, in architettura, trova applicazioni in un campo specifico di sistemi di produzione in grado di generare una serie organizzata di forme geometriche create ex novo non memorizzate nel computer. Viene utilizzata in particolar modo nel settore del computer-aided design architettonico, in quanto fornisce nuovi metodi per la creazione di nuovi progetti. Il protocollo di standardizzazione è stato realizzato con un articolo fondamentale scritto nel 1971 da George Stiny e James Gips.